# Tereszpol-Zaorenda
Tereszpol-Zaorenda – wieś w Polsce położona w województwie lubelskim, w powiecie biłgorajskim, w gminie Tereszpol. 
Miejscowość jest sołectwem, siedzibą wiejskiej gminy Tereszpol oraz parafii Matki Bożej Częstochowskiej.
Według Narodowego Spisu Powszechnego z roku 2011 wieś liczyła 1123 mieszkańców i była największą co do liczby ludności miejscowością gminy.

## Części wsi
| SIMC    | Nazwa  | Rodzaj    |
| ------- | ------ | --------- |
| 0902027 | Poręby | część wsi |

## Położenie
Tereszpol-Zaorenda położony jest wśród kompleksów leśnych we wschodniej części powiatu biłgorajskiego, na terenie Puszczy Solskiej i Roztocza. Jest jedną z trzech wsi stanowiących zespół zabudowań o ogólnej nazwie Tereszpol. Miejscowość ciągnie się na długości ponad 5 km wzdłuż drogi lokalnej, odchodzącej ku południu od drogi wojewódzkiej nr 858 w relacji Biłgoraj – Szczebrzeszyn. Kolejność wsi z północy na południe jest następująca: Tereszpol-Zaorenda, Tereszpol-Zygmunty, Tereszpol-Kukiełki.

## Historia
Miejscowość powstała jako wieś puszczańska w XVII wieku, założona przez ordynatów zamojskich. Nazwa wsi pochodzi od imienia żony Tomasza Antoniego Zamoyskiego Teresy Anieli z Michowskich. Z biegiem czasu wykształciła się w dużą wieś, zamieszkiwaną przed II wojną światową przez blisko 3000 osób. Podczas powstania styczniowego, w czerwcu 1863 roku w pobliskiej Panasówce stoczono zwycięską dla Polaków bitwę.
We wrześniu 1939 wieś i jej okolice były terenem walk żołnierzy Wojska Polskiego z Niemcami. Podczas II Wojny Światowej w rejonie wsi działał oddział Gwardii Ludowej im. Tadeusza Kościuszki pod dowództwem Grzegorza Korczyńskiego. Oddział ten m. in 10 grudnia 1942 roku zniszczył urządzenia stacji wąskotorowej a 1 maja 1943 roku podpalił tartak w wyniku czego jeden Niemiec zginął, a 4 strażników ukraińskich przeszło na stronę partyzantów.
Po II wojnie światowej wieś została siedzibą gminy Tereszpol, należącej początkowo do powiatu zamojskiego, przyłączonej jednak później do powiatu biłgorajskiego. W latach 1975-98 miejscowość administracyjnie należała do województwa zamojskiego. W 1976 gminę zniesiono i miejscowość znalazła się w gminie Zwierzyniec. W 1984 ponownie stała się siedzibą reaktywowanej gminy. 1 stycznia 1999 miejscowość znalazła się w nowo utworzonym powiecie biłgorajskim.

## Zabytki
Głównym zabytkiem miejscowości jest kościół parafialny pw. Matki Boskiej Częstochowskiej z 1851, wzniesiony jako cerkiew greckokatolicka staraniem parafian i Ordynacji Zamojskiej. W latach 1875–1915 była to cerkiew prawosławna a w 1919 została zrekoncyliowana na świątynię rzymskokatolicką.

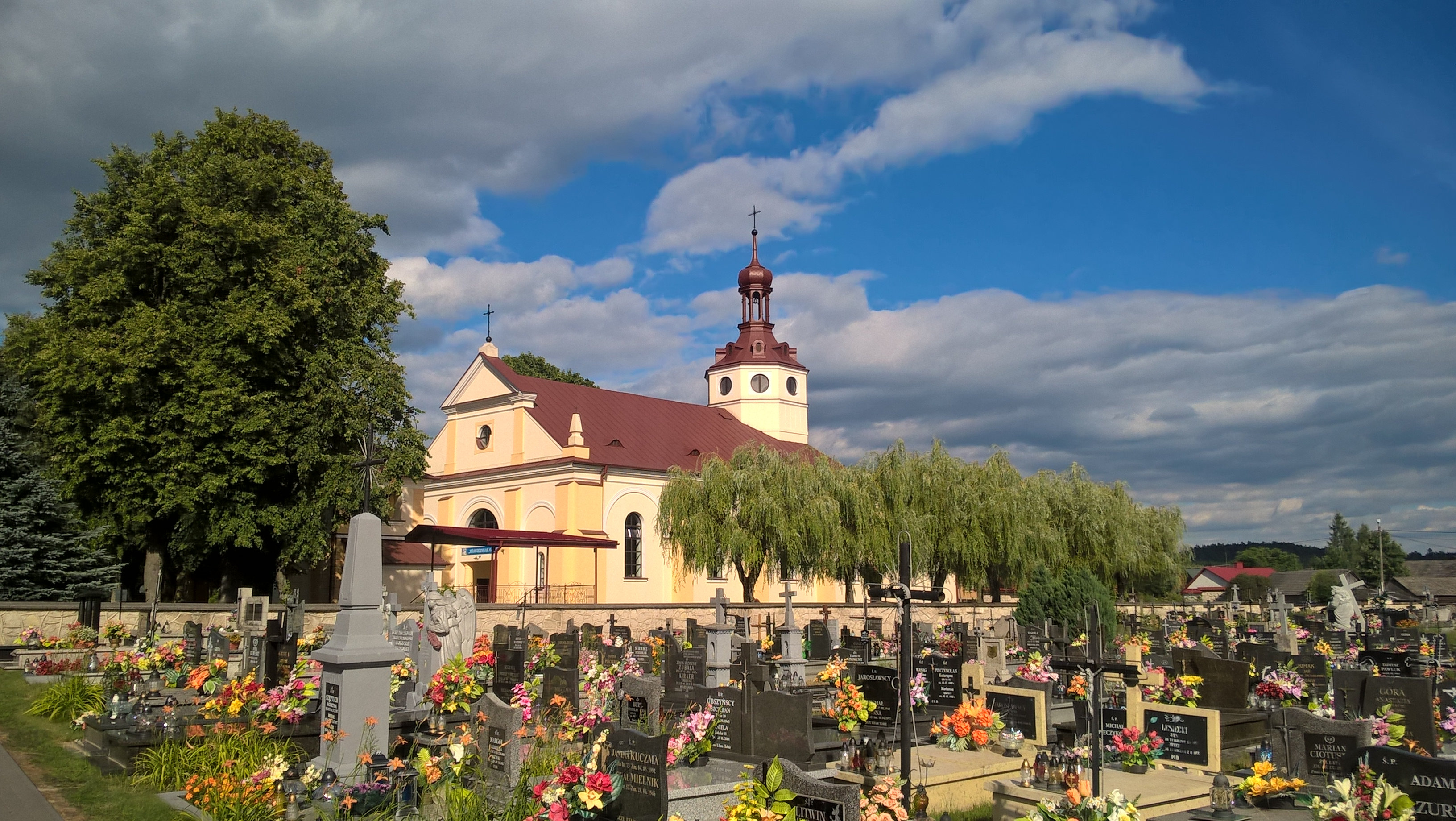
Widok na kościół i cmentarz

We wsi znajduje się również cmentarz, dawniej greckokatolicki, prawosławny i prawosławno-katolicki, obecnie użytkowany tylko przez katolików obrządku łacińskiego, z mogiłami żołnierzy poległych we wrześniu 1939.

## Życie społeczne

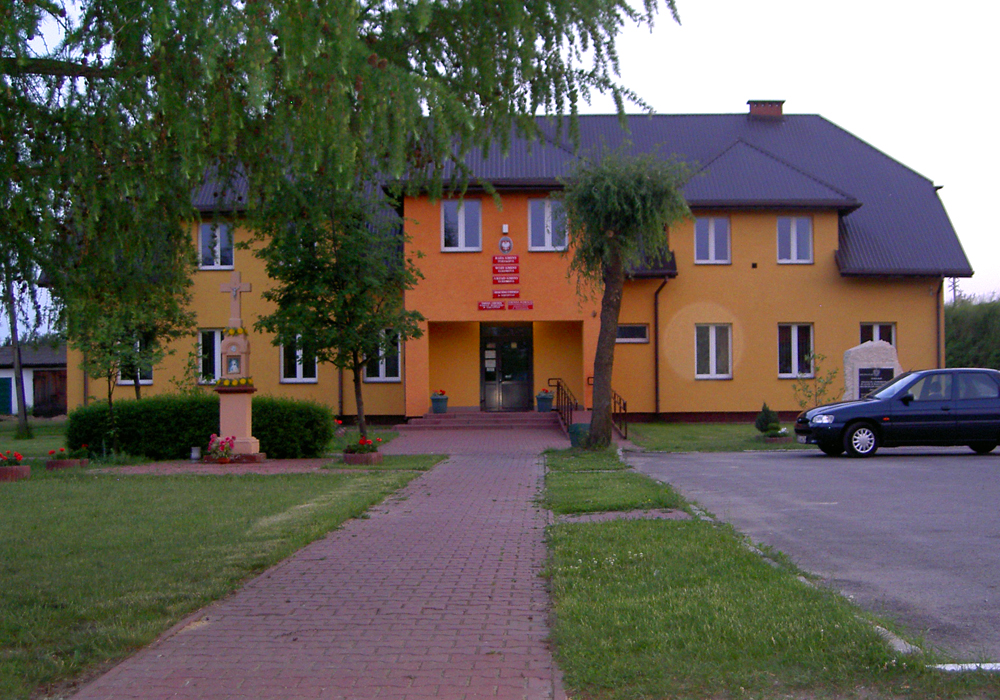
Urząd Gminy Tereszpol

W miejscowości znajduje się m.in. Gminny Ośrodek Zdrowia i Gminna Publiczna Biblioteka. Funkcjonuje tu Gminny Klub Sportowy Orzeł Tereszpol.